# Anteros bracteata
Anteros bracteata is een vlindersoort uit de familie van de prachtvlinders (Riodinidae), onderfamilie Riodininae.
Anteros bracteata werd in 1867 beschreven door Hewitson.